# پلزنت دیل (نبراسکا)
پلزنت دیل(به انگلیسی: Pleasant Dale) شهری در ایالت نبراسکا کشور ایالات متحده آمریکا است که جمعیت آن در سرشماری سال ۲۰۱۰ میلادی، ۲۰۵ نفر بوده‌است.